# 72法則
金融學上有所謂72法則、71法則、70法則和69.3法則，用作估計將投資倍增或減半所需的時間，反映出的是複利的結果。
計算所需時間時，把與所應用的法則相應的數字，除以預料增長率即可。例如：
- 假設最初投資金額為100元，複息年利率9%，利用「72法則」，將72除以9（增長率），得8，即需約8年時間，投資金額滾存至200元（兩倍於100元），而準確需時為8.0432年。
- 要估計貨幣的購買力減半所需時間，可把與所應用的法則相應的數字，除以通脹率。若通脹率為3.5%，應用「70法則」，每單位之貨幣的購買力減半的時間約為70/3.5=20年。

## 數值選擇
使用72作為分子是因為它有較多因數，容易被整除。它的因數有1、2、3、4、6、8、9和12。不過，視乎增減率及時期，其他數值會較為合適。

### 一般息率或年期的複利
使用72作為分子足夠計算一般息率（由6至10%），但對於較高的息率，準確度會降低。

### 低息率或逐日複利
對於低息率或逐日複利，69.3會提供較準確的結果（因為ln2約莫等於69.3%，參見下面「原理」）。對於少過6%的計算，使用69.3也會較為準確。

### 高息率計算的調整
對於高息率，較大的分子會較理想，如若要計算20%，以76除之得3.8，與實際數值相差0.002，但以72除之得3.6，與實際值相差0.2。若息率大過10%，使用72的誤差介乎2.4%至−14.0%。若計算涉及較大息率（r），以作以下調整：
{\displaystyle t={\frac {72+(r-8)/3}{r}}}（近似值）
若計算逐日複息，則可作以下調整：
{\displaystyle t={\frac {69.3147+r/3}{r}}}（近似值）

### E-M法則
E-M法則對使用69.3或70（但非72）時的計算作出修正，擴大計算的應用範圍。如在69.3法則使用E-M修正，計算0-20%的增減率時也會相當準確，就算69.3本來只適合計算0-5%的息率。
E-M法則公式如下：
{\displaystyle t={\frac {69.3}{r}}\times {\frac {200}{200-r}}}（近似值）
舉個例，若利率為18%，69.3法則得出的將金額倍增的年期為3.85，但通過E-M法則，乘以200/(200-18)，得4.23年，較接近實際年期4.19。
Padé近似式（Padé approximant）給出的結果更為準確，但算式則較為複雜：
{\displaystyle t={\frac {69.3}{r}}\times {\frac {600+4r}{600+r}}}（近似值）

### 比較
以下表格比較了以上提及各法則的計算結果：
| 年息  | 實際年期 | 72法則  | 70法則  | 69.3法則 | E-M法則 |
| ----- | -------- | ------- | ------- | -------- | ------- |
| 0.25% | 277.605  | 288.000 | 280.000 | 277.200  | 277.547 |
| 0.5%  | 138.976  | 144.000 | 140.000 | 138.600  | 138.947 |
| 1%    | 69.661   | 72.000  | 70.000  | 69.300   | 69.648  |
| 2%    | 35.003   | 36.000  | 35.000  | 34.650   | 35.000  |
| 3%    | 23.450   | 24.000  | 23.333  | 23.100   | 23.452  |
| 4%    | 17.673   | 18.000  | 17.500  | 17.325   | 17.679  |
| 5%    | 14.207   | 14.400  | 14.000  | 13.860   | 14.215  |
| 6%    | 11.896   | 12.000  | 11.667  | 11.550   | 11.907  |
| 7%    | 10.245   | 10.286  | 10.000  | 9.900    | 10.259  |
| 8%    | 9.006    | 9.000   | 8.750   | 8.663    | 9.023   |
| 9%    | 8.043    | 8.000   | 7.778   | 7.700    | 8.062   |
| 10%   | 7.273    | 7.200   | 7.000   | 6.930    | 7.295   |
| 11%   | 6.642    | 6.545   | 6.364   | 6.300    | 6.667   |
| 12%   | 6.116    | 6.000   | 5.833   | 5.775    | 6.144   |
| 15%   | 4.959    | 4.800   | 4.667   | 4.620    | 4.995   |
| 18%   | 4.188    | 4.000   | 3.889   | 3.850    | 4.231   |

## 原理

### 定期複利
定期複利的將來值（FV）為：
{\displaystyle FV=PV\cdot (1+r)^{t},}
當中PV為現在值、t為期數、r為每一期的利率。
當該筆投資倍增，則FV = 2PV。代入上式後，可簡化為：
{\displaystyle 2=(1+r)^{t}.\,}
解方程式，t為：
{\displaystyle t={\frac {\ln 2}{\ln(1+r)}}.}
若r數值較小，則ln(1+r)約等於r（這是泰勒级数的第一項）；加上ln(2) ≈ 0.693147，於是：
{\displaystyle t\approx {\frac {0.693147}{r}}.}

### 連續複利
連續複利的計算較為簡單：
{\displaystyle \ 2=(e^{r})^{t}}
可得
{\displaystyle \ tr=\ln(2)}
可得
{\displaystyle t={\frac {\ln(2)}{r}}={\frac {0.693147}{r}}.}
右項上下乘以100，然後以70作為69.3147的近似值：
{\displaystyle t={\frac {70}{100r}}}